# Йоркширский пудинг
Йоркширский пудинг (англ. Yorkshire pudding) — традиционный английский пудинг. Готовится из кляра и обычно подается с ростбифом и подливкой.

## История
Когда пшеничная мука стала применяться при приготовлении пирогов и пудингов, повара Северной Англии придумали способ использования жира, который капал на поддон, чтобы готовить пудинги, пока мясо жарится. В 1737 году рецепт «Пудинга на стекшем жире» (англ. A Dripping pudding) был опубликован в книге «The Whole Duty of a Woman»:
Приготовьте хороший кляр, как для блинов; поместите (кляр) в находящийся над огнём горячий поддон, смазанный жиром, чтобы он слегка подрумянился снизу, а потом поставьте поддон под кусок баранины, чтобы на пудинг стекал горячий жир. Время от времени поддон нужно часто встряхивать, чтобы пудинг получился легким и вкусным. Когда баранина будет готова, можно вынимать и пудинг; переверните его на блюдо и подавайте горячим.
Оригинальный текст (англ.)Make a good batter as for pancakes; put in a hot toss-pan over the fire with a bit of butter to fry the bottom a little then put the pan and butter under a shoulder of mutton, instead of a dripping pan, keeping frequently shaking it by the handle and it will be light and savoury, and fit to take up when your mutton is enough; then turn it in a dish and serve it hot.
Похожие рецепты были опубликованы в 1747 году в книге Ханны Гласс, «Искусство кулинарии, изложенное просто и легко» под названием «Йоркширский пудинг». Ханна Гласс переделала и переименовала изначальный рецепт, который до этого назывался «Капающим пудингом», и выпекался в Англии столетиями, хоть эти пудинги и были более плоскими, чем нынешние.
В 2008 году Королевское химическое общество постановило, что:
Йоркширский пудинг не является Йоркширским пудингом, если он ниже четырех дюймов.
Оригинальный текст (англ.)A Yorkshire pudding isn’t a Yorkshire pudding if it is less than four inches tall.
Йоркширский пудинг — основная часть британского воскресного обеда, и в некоторых случаях употребляется до основного мясного блюда. Это был традиционный способ поедания пудинга, и он по-прежнему распространен в частях Йоркшира. Поскольку богатая подливка с жареного мяса уже бывает использована при первом приеме пищи, основное мясное блюдо и овощи часто подаются с петрушкой или соусом бешамель.
Часто утверждается, что основная суть этого блюда состоит в его стоимости: йоркширский пудинг намного дешевле, чем остальные блюда обеда, поэтому используется меньшее количество более дорогих блюд, так как пудинг традиционно подается первым.

## Способ приготовления
Йоркширский пудинг выпекается заливанием негустого кляра, сделанного из молока, муки и яиц, в смазанные и затем подогретые пекарные поддоны или формы для кексов. Обычно тесто делается из 1/3 чашки молока и 1/3 чашки муки на одно яйцо.